# بريت سوليفان
بريت سوليفان (بالإنجليزية: Brett Sullivan)‏ هو مخرج أسترالي، ولد في 1971 في سيدني في أستراليا.

## وصلات خارجية
- بريت سوليفان على موقع IMDb (الإنجليزية)
- بريت سوليفان على موقع ألو سيني (الفرنسية)
- بريت سوليفان على موقع ميوزك برينز (الإنجليزية)
- بريت سوليفان على موقع أول موفي (الإنجليزية)
- بريت سوليفان على موقع قاعدة بيانات الأفلام السويدية (السويدية)
- بريت سوليفان على موقع قاعدة بيانات الفيلم (الإنجليزية)
- بريت سوليفان على موقع كينوبويسك (الروسية)